# Алома, Роберт
Роберт Алома Видаль (кат. Robert Alomà Vidal, род. 19 ноября 1989) — испанский и андоррский шахматист, международный мастер.
Чемпион Андорры 2015, 2016 и 2017 гг. (в чемпионатах 2015 и 2017 гг. поделил 1—2 места с О. де ла Ривой).
В составе сборной Андорры участник шахматных олимпиад (2016 и 2018 гг.).
Участвовал в юниорских чемпионатах Испании (в разных возрастных категориях, начиная с 10 лет). Представлял Испанию в международных юниорских соревнованиях.
Представлял Андорру в личных соревнованиях европейского уровня.

## Основные спортивные результаты
| Год  | Город      | Соревнование                                 | + | − | = | Результат | Место |
| ---- | ---------- | -------------------------------------------- | - | - | - | --------- | ----- |
| 2011 | Экс-ле-Бен | Чемпионат Европы                             |   |   |   |           |       |
| 2015 |            | Чемпионат Андорры                            |   |   |   |           | 1—2   |
| 2016 |            | Чемпионат Андорры                            |   |   |   |           | 1     |
|      | Баку       | XLII Олимпиада (сборная Андорры, ?-я доска)  | 7 | 3 | 1 | 7½ из 11  |       |
| 2017 |            | Чемпионат Андорры                            |   |   |   |           | 1—2   |
| 2018 | Батуми     | XLIII Олимпиада (сборная Андорры, ?-я доска) | 6 | 2 | 2 | 7 из 10   |       |